# Wim Cohen
Wim Cohen   (Ljouwert, 27 d'agost de 1923 - la Haia, 12 de novembre de 2000) va ser un matemàtic i estadístic neerlandès.

## Vida i obra
Cohen va néixer en una família jueva que, durant l'ocupació nazi dels Països Baixos (19640-1945), es va haver d'amagar per evitar l'Holocaust. El jove Cohen va ser amagat per una família que tenia una minyona que anava a fer feines un parell de dies a la setmana i, per a que no ho sabés, el noi s'amagava en una entreplanta a les fosques; per evitar la claustrofòbia, el xicot s'entretenia resolent problemes matemàtics a cegues i mentalment. Acabada la guerra va estudiar enginyeria mecànica a la Universitat Tècnica de Delft, en la qual es va graduar el 1949 i es va doctorar el 1955.
Des de 1950 fins a 1957 va treballar per l'empresa Philips com enginyer de tràfic telefònic, treballant per resoldre problemes essencials en el disseny de relés telefònics. De 1957 a 1973, Wim Cohen va ser professor de matemàtiques aplicades a la Universitat de Delft. A partir de 1973 va ser professor de la Universitat d'Utrecht fins que es va retirar el 1988. A més, des de 1955, any de la seva fundació, va ser un membre actiu i dinamitzador del Congrés Internacional de Teletràfic.
Cohen va publicar tres llibres i uns vuitanta-cinc articles científics sobre processos estocàstics i teoria de cues, tema aquest darrer en el qual va ser una autoritat mundial.